# 国民革命军第十八集团军第129师
129師屬於国民革命军第十八集团军，1937年8月25日由紅四方面軍残部和陕北地方武装改編成，下轄385旅、386旅、教導團，初期師長為刘伯承、副师长徐向前、政训处主任张浩（1938年换邓小平）、副主任宋任穷、参谋长倪志亮、参谋处长李達。1940年，129师和120師參與百團大戰對抗日軍。1945年，以八路军前方总部和129师为基础，组建晋冀鲁豫军区，后发展成第二野战军和华北军区一部。

## 组成

### 385旅
385旅旅长王宏坤、副旅长王维舟、参谋长唐天际；
- 769团团长陈锡联、副团长汪乃贵
- 770团团长张才千、副团长胡奇才

385旅主要是原红四方面军红四军的班底。

### 386旅
386旅，旅长陈赓、副旅长陈再道（后改许世友）、政训处主任王新亭、参谋长李聚奎；
- 771团团长徐深吉、政训处主任吴富善、副团长韩东山、参谋长黄新友；
- 772团团长叶成焕、政训处主任谢富治、副团长王近山、参谋长孙继先；

386旅主要是原红四方面军红三十一军的班底。现为中国人民解放军陆军合成第三十七旅。

### 教导团
团长张贤约

### 新编第一旅
1940年2月由344旅688团与晋豫游击支队合编，编入八路军第二纵队。1940年5月归属129师。旅长韦杰，政治委员唐天际，辖第一、第二两个团，总兵力六千余人。

### 新编第二旅
1940年4月30日冀鲁豫支队改编，全旅有三个团，旅长杨得志/田守尧，政治委员吴信泉。 

### 新编第三旅
1940年4月30日由赵谭支队、冀鲁豫支队独立大队、豫北大队等编成，辖三个团，旅长韩先楚，政治委员谭甫仁。

### 新编第四旅
1940年5月由青年抗日游击纵队编成，辖三个团，旅长为徐深吉，政治委员吴富善。

### 新编第七旅
由129师东进纵队于1940年5月编成，旅长为易良品，政治委员文建武，全旅辖3个团。

### 新编第八旅
由筑先纵队、先遣纵队等于1940年5月编成，辖22、23、24等三个团，旅长张维翰，政治委员萧永智，副旅长王近山。

### 新编第九旅
1940年5月由冀南军区各军分区抽调部队组成，旅长桂干生，政治委员李定灼，全旅有3个团。

### 新编第十旅
由原平汉抗日游击纵队全部、边纵1、3团及保安第6团等部队编成，共三个团，旅长范子侠，政治委员赖际发。

### 新编第十一旅
由冀西游击纵队、边纵第2团、赞皇独立团等于1940年5月编成，旅长尹先炳，政治委员黄振堂，副旅长秦基伟。

## 战绩
- 榆辽战役，1940年9月
- 关家垴战斗，1940年10月

## 纪念
位于河北省南宫市的八路军“一二九”师东进纵队司令部旧址和河北省涉县的八路军一二九师司令部、政治部旧址皆为河北省文物保护单位。